# Tamra Maew
Les Tamra Maew (en thaï : ตำราแมว, RTGS : Tamra Maeo ; API: [tām.rāː mɛ̄ːw]), pouvant se traduire sous le titre « Traité sur les chats » ou « Livre des poèmes du chat », sont d'anciens manuscrits qui dateraient de la période d'Ayutthaya (1351-1767), bien que la plupart des exemplaires existants datent de la Thaïlande du XIXe siècle. Ils contiennent des illustrations et des descriptions de différents types de chats et ont probablement servi de standard de race,,.
Les manuscrits contiennent des illustrations peintes de certaines races de chats considérées comme porte-bonheur, accompagnées de descriptions sous forme de poèmes, écrits en alphasyllabaire thaï (qui était réservé aux sujets profanes - les manuscrits religieux de l'époque étaient écrits en Khom (en)). En règle générale, dix-sept races porte-bonheur sont répertoriées. Six races apportant le mauvais œil sont parfois également incluses,.
Parmi les races citées et reconnues, seules quatre existent toujours : le Siamois, le Korat, le Konja et le Suphalak (en).

Tamra Maew
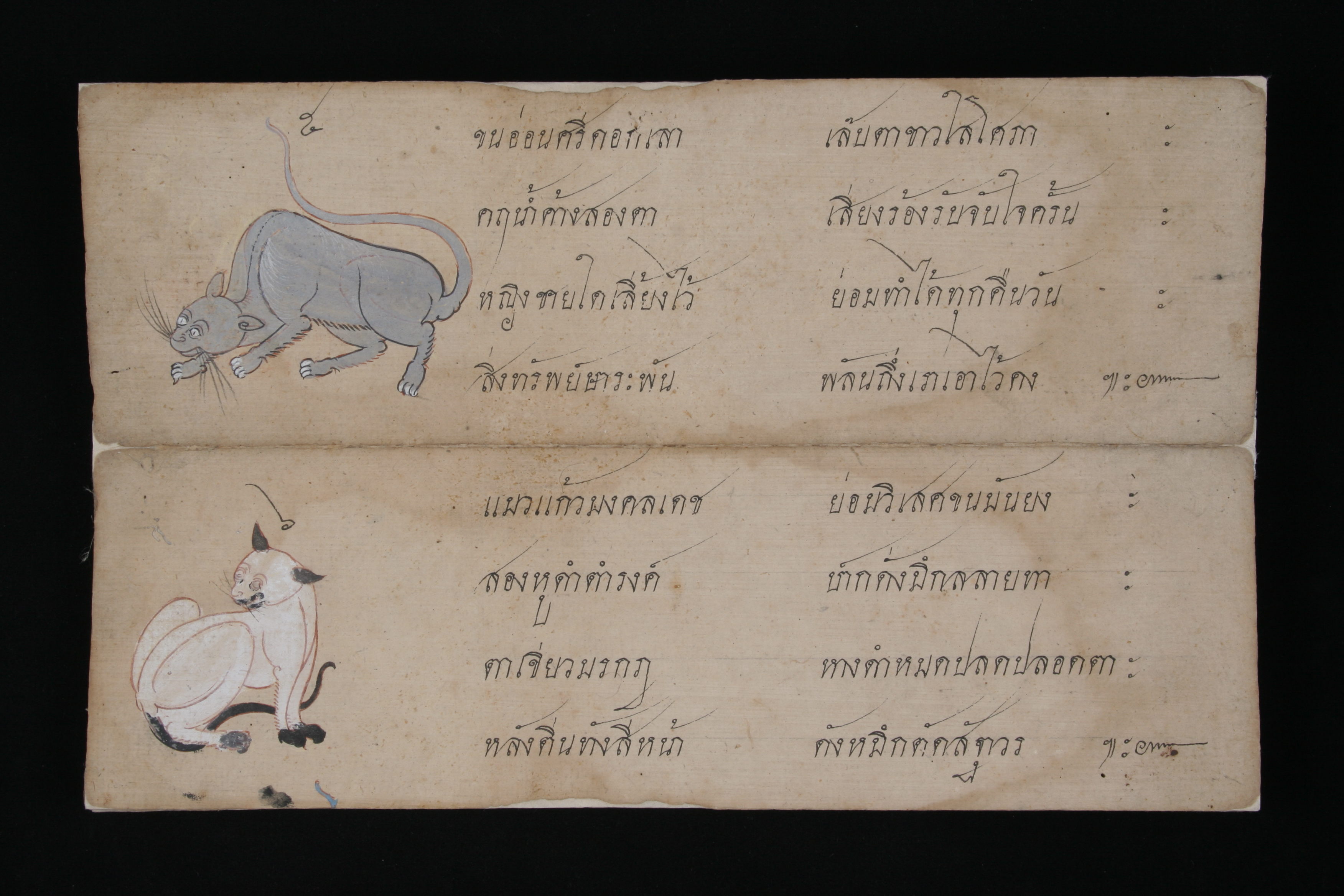
Illustrations d'un chat Korat et d'un chat Siamois avec description poétique.
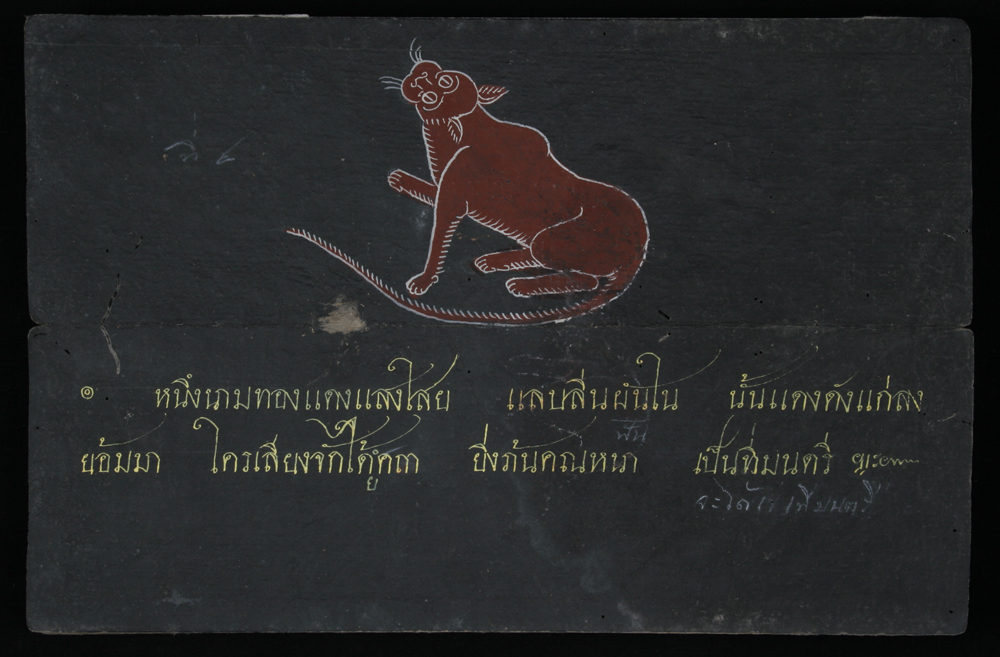
Illustration d'un Suphalak (en).